# Ölwanne

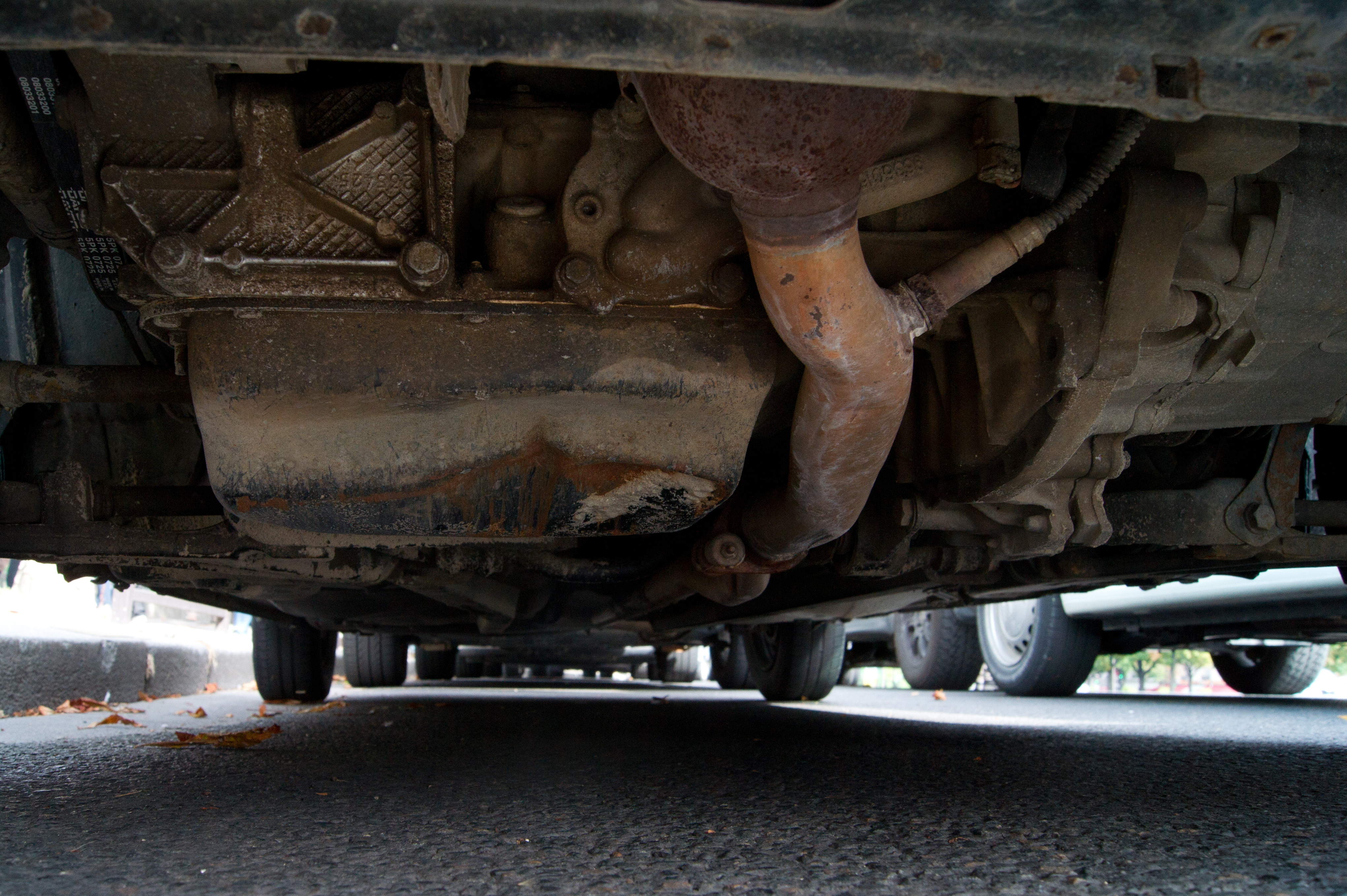
Ölwanne eines Pkw-Motors

Eine Ölwanne ist Bauteil von Verbrennungsmotoren mit Schleuder- oder mit Druckumlaufschmierung mit Nasssumpf. Sie hält das zur Schmierung benötigte Motoröl im Motor. Sie ist der tiefste Punkt des Motors und entweder unter dem Kurbelgehäuse angeschraubt oder angegossen. In der Regel ist sie mit einer Ölablassschraube ausgestattet, durch die das Öl bei einem Ölwechsel oder Reparaturen abgelassen werden kann.
Ölwannen von Pkw-Motoren haben üblicherweise ein Fassungsvermögen von 2 bis 8 Litern. Obwohl sich unter manchen Autofahrern das Gerücht hält, „dass ein bisschen mehr als MAX auf dem Ölpeilstab nicht schade“ und „der Motor das überschüssige Öl schon verbrennen werde“, ist dringend davon abzuraten, die Ölwanne über die Maximalgrenze hinaus zu befüllen: Im Betrieb würde die Kurbelwelle sonst bei jeder Umdrehung ins Öl eintauchen und mit der Zeit mikroskopisch kleine Luftblasen im Öl verteilen. Diese sind so fein, dass sie nur sehr langsam wieder ausdiffundieren. Befindet sich aber solch eine Luftblase dann im Schmierfilm im Zylinder, expandiert sie durch die dort vorhandene größere Hitze, platzt und verursacht eine verminderte Schmierung. Außerdem hat schaumiges Öl in kaltem Zustand erheblich verschlechterte Fließeigenschaften und reduzierte Schmierwirkung. Nur Sportmotoren reduzieren den Schaum im Ölfilter, wenn nicht ohnehin ein schaumunterdrückenderes Öl für den Einsatz im Rennsport verwendet wird. Bei Überfüllung kann zudem Öl über die Kurbelgehäuseentlüftung in den Ansaugtrakt gelangen und Schäden an Sensoren, Zündkerzen (bei Benzinern), Kolben, Turboladern und Katalysatoren/Partikelfiltern verursachen.

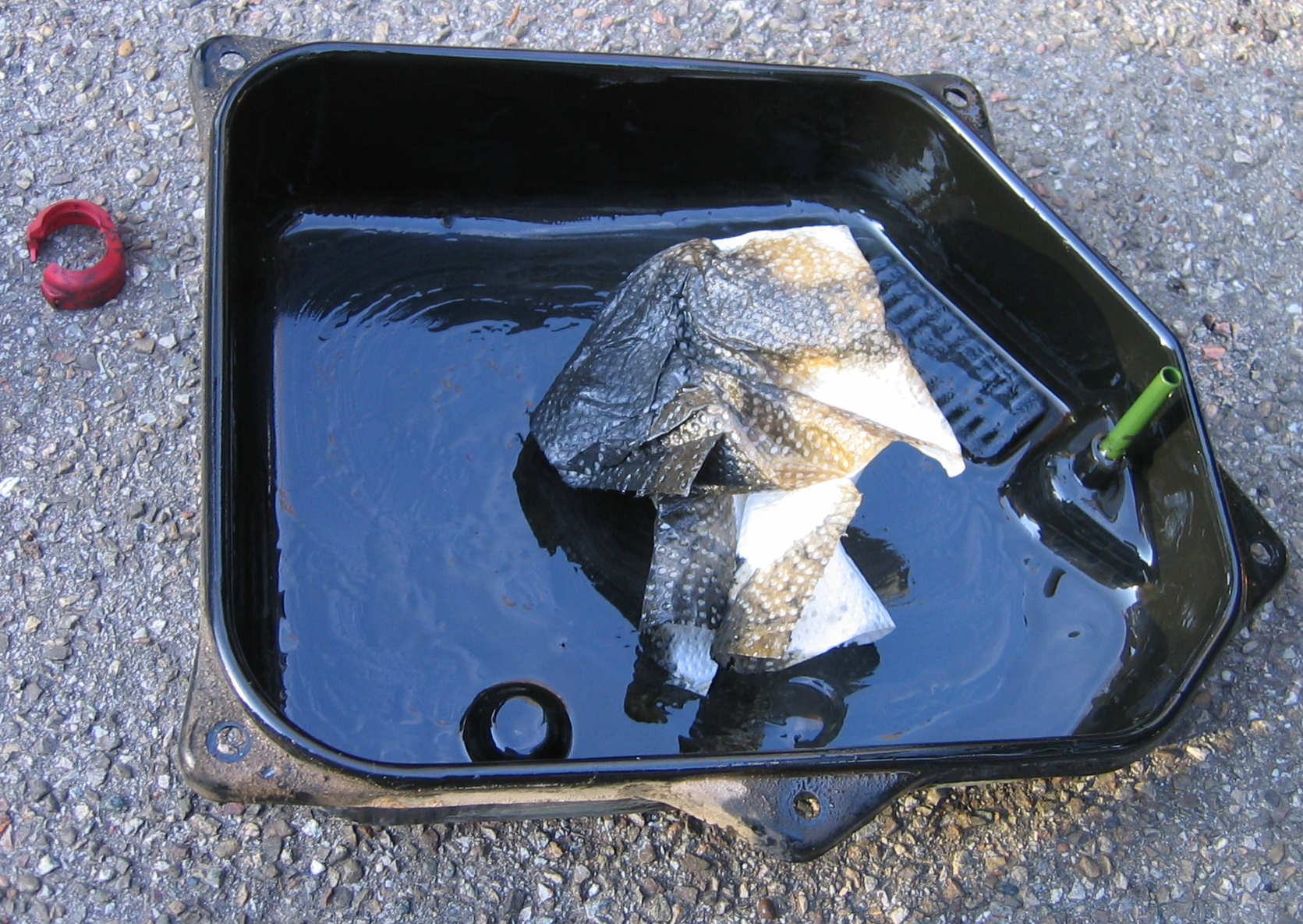
Ölwanne eines Automatikgetriebes (mit abgelagertem Ölschlamm)

Bei Automatikgetrieben mit Drehmomentwandler sitzt der Filter innerhalb der Ölwanne und wird beim Ölwechsel grundsätzlich ausgetauscht.